# Prp24
Prp24（precursor RNA processing, gene 24）は、pre-mRNAスプライシング過程の一部を担うタンパク質であり、スプライソソーム形成時におけるU6 snRNAのU4 snRNAへの結合を補助する。Prp24は酵母からヒトまで真核生物に広く存在し、1989年にRNAスプライシングにおける重要な要素であることが発見された。その後1991年にはPrp24の変異が酵母に低温感受性をもたらすU4の変異を抑圧することが発見され、スプライシングの触媒過程後のU4/U6二本鎖の再形成に関与していることが示唆された。

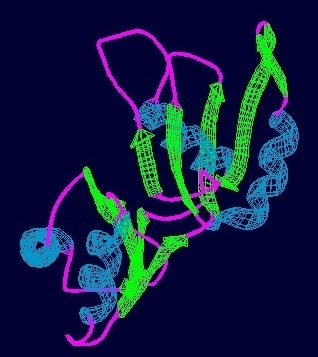
Prp24のRRM1とRRM2

## 生物学的役割
スプライソソームの形成過程には、核内でのU4 snRNPとU6 snRNPの結合によるdi-snRNPの形成の段階が含まれる。このdi-snRNPは他のメンバー（U5）をリクルートしてtri-snRNPとなる。その後、U6がU2と結合して触媒活性を有するようになるためには、U4の解離が必要である。スプライシングが完了すると、U6はスプライソソームから解離してU4と再結合し、このサイクルが再開される。
Prp24は、U4 snRNPとU6 snRNPの結合を促進することが示されている。Prp24を除去することで遊離型のU4とU6の蓄積が引き起こされ、その後Prp24を添加することでU4/U6が再形成されて遊離U4、U6の量は減少する。裸のU6 snRNAは非常にコンパクトな形状をしており、他のRNA分子と塩基対を形成する余地はほとんど残されていない。しかしながら、U6 snRNPがPrp24などのタンパク質と結合すると、構造はよりオープンな形状となり、U4への結合が促進される。Prp24はU6/U4中には存在せず、適切な塩基対の形成には複合体からPrp24が解離することが必要であると示唆されている。またPrp24は、U6がU2と塩基対形成を行うためのU4/U6の不安定化にも関与していることが示唆されている。

## 構造

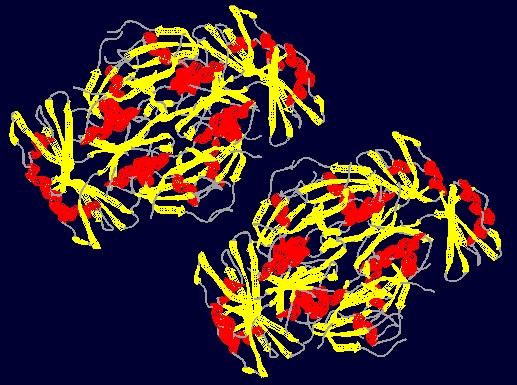
Prp24のRRM3

Prp24は約50 kDaであり、4つのRNA認識モチーフ（RRM）とC末端に12アミノ酸からなる保存配列を持つことが示されている。RRM1とRRM2はU6への高親和性結合に重要であるのに対し、RRM3とRRM4はU6の低親和性結合部位に結合する。RRM1からRRM3は互いに広範囲で相互作用しており、4本のストランドからなるβシートと2本のαヘリックスという典型的なフォールドをとる。RRM1とRRM2の正に帯電した表面はRNAのアニーリングのためのドメインとなり、RRM2のβシート側表面を含む、RRM1とRRM2の間に形成される溝が配列特異的なRNA結合部位となる。C末端のモチーフはLSmタンパク質との結合に必要であり、スプライシングの触媒速度ではなく基質（U6）の結合に寄与している。

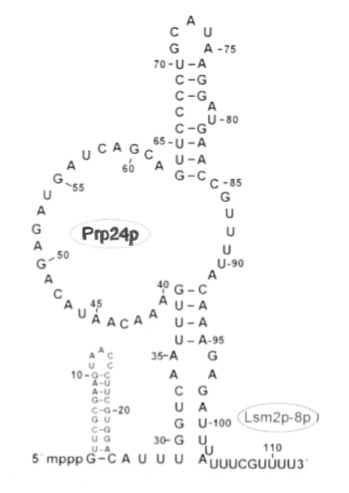
U6 snRNPのPrp24、LSmタンパク質との結合

## 相互作用
Prp24はRRMを介してU6 snRNAと相互作用する。化学修飾実験により、U6のヌクレオチド39–57番（特に40–43番）がPrp24への結合に関与していることが示されている。
LSmタンパク質はU6 snRNA上で一定の配置をとっている。LSmとPrp24は物理的にも機能的も相互作用していることが提唱されており、Prp24のC末端モチーフがこの相互作用に重要である。Prp24のU6への結合はLSmタンパク質がU6へ結合することで強まり、U4とU6の結合も同様である。電子顕微鏡解析により、Prp24はLSmリングとLSm2を介して相互作用している可能性が明らかにされている。

## ホモログ
Prp24のヒトホモログはSART3と呼ばれ、SART3は腫瘍拒絶抗原（tumor rejection antigen）であることが知られている。酵母のPrp24のRRM1とRRM2はヒトSART3のRRMと類似している。C末端領域も酵母からヒトまで高度に保存されている。SART3はPrp24と同様にLSmタンパク質と相互作用し、U6をU4/U6 snRNPへ再生する。SART3はU6をカハール体へ標的化し、カハール体がU4/U6 snRNPの組み立てが行われる核内凝集体となっていることが提唱されている。SART3遺伝子は12番染色体に位置し、その変異は播種状表在性光線性汗孔角化症（DSAP）の原因となっている可能性が高い。